# جاك كولمان (كرة سلة)
جاك كولمان (بالإنجليزية: Jack Coleman)‏ مواليد 23 مايو 1924 في بورغين - الوفاة 11 ديسمبر 1998، كان لاعب كرة سلة أمريكي. بدأ مسيرته الاحترافية في سنة 1949. تم اختياره من قبل فريق سكرامنتو كينغز خلال الدرافت. بلغ طوله 6 قدم 7 بوصة (2.0 م). اعتزل اللعب في 1958. فاز بلقب دوري إن بي إيه. لعب مع سكرامنتو كينغز وأتلانتا هوكس.

## روابط خارجية
- جاك كولمان على موقع إن بي أي (الإنجليزية)
- جاك كولمان على موقع سبورتس رفرنس (الإنجليزية)
- جاك كولمان على موقع كلية كرة السلة في سبورتس رفرنس.كوم (الإنجليزية)
- جاك كولمان على موقع ريلجم (الإنجليزية)
- جاك كولمان على موقع بروبوليرز (الإنجليزية)